# Véronique Lange
Véronique Lange (Nassogne, 9 febbraio 1955) è una montatrice belga.
Collaboratrice abituale di Elia Suleiman e Claude Miller, nel 1999 ha vinto il premio César per il miglior montaggio per Taxxi.

## Filmografia
- Gisèle Kérozène, regia di Jan Kounen – cortometraggio (1990)
- Taxxi (Taxi), regia di Gérard Pirès (1998)
- Le Jour de grâce, regia di Jérôme Salle – cortometraggio (2000)
- Betty Fisher e altre storie (Betty Fisher et autres histoires), regia di Claude Miller (2001)
- Riders - Amici per la morte (Riders), regia di Gérard Pirès (2002)
- Intervento divino (Yadun Ilahīyah), regia di Elia Suleiman (2002)
- La Petite Lili, regia di Claude Miller (2003)
- Double Zéro, regia di Gérard Pirès (2004)
- Sky Fighters (Les Chevaliers du ciel), regia di Gérard Pirès (2005)
- WWW: What a Wonderful World, regia di Faouzi Bensaïdi (2006)
- Irtebak, episodio di Chacun son cinéma - A ciascuno il suo cinema (Chacun son cinéma ou Ce petit coup au cœur quand la lumière s'éteint et que le film commence) regia di Elia Suleiman (2007)
- Un secret, regia di Claude Miller (2007)
- Essai 135, regia di Bertrand Mandico – cortometraggio (2007)
- I ragazzi di Timpelbach (Les Enfants de Timpelbach), regia di Nicolas Bary (2007)
- Il tempo che ci rimane (The Time That Remains), regia di Elia Suleiman (2009)
- E ora dove andiamo? (Wa-hallāʾ la-wēn?), regia di Nadine Labaki (2011)
- Voyez comme ils dansent, regia di Claude Miller (2011)
- Diary of a Beginner, episodio di 7 Days in Havana, regia di Elia Suleiman (2011)
- Thérèse Desqueyroux, regia di Claude Miller (2012)
- Il paradiso degli orchi (Au bonheur des ogres), regia di Nicolas Bary (2013)
- In solitario (En solitaire), regia di Christophe Offenstein (2014)
- Tempo di confessioni (Le Temps des aveux), regia di Régis Wargnier (2014)
- Belles Familles, regia di Jean-Paul Rappeneau (2015)
- Inyanim ishiayim, regia di Maha Haj (2016)
- Le Secret de la chambre noire, regia di Kiyoshi Kurosawa (2016)
- Qualcosa di troppo (Si j'étais un homme), regia di Audrey Dana (2017)
- Sibel, regia di Çağla Zencirci e Guillaume Giovanetti (2018)
- Il paradiso probabilmente (It Must Be Heaven), regia di Elia Suleiman (2019)
- Gaza mon amour, regia di Tarzan e Arab Nasser (2020)
- Mediterranean Fever (Ḥummā al-Baḥr al-Mutawassiṭ), regia di Maha Haj (2022)

## Riconoscimenti
- Premio César
  - 1999 – Miglior montaggio per Taxxi
  - 2008 – Candidatura al miglior montaggio per Un secret